# Parapierrotita
La parapierrotita és un mineral de la classe dels sulfurs que pertany al grup de la sartorita. Nomenat per la seva estreta relació amb la pierrotita, la qual va rebre el nom de Roland Pierrot (1930-1998).

## Característiques
La parapierrotita és un sulfur, una sulfosal de fórmula química TlSb₅S₈. Cristal·litza en el sistema monoclínic. La seva duresa a l'escala de Mohs es troba entre 2,5 i 3.
Segons la classificació de Nickel-Strunz, la parapierrotita pertany a «02.HC: Sulfosals de l'arquetip SnS, amb només Pb» juntament amb els següents minerals: argentobaumhauerita, baumhauerita, chabourneïta, dufrenoysita, guettardita, liveingita, pierrotita, rathita, sartorita, twinnita, veenita, marumoïta, dalnegroïta, fülöppita, heteromorfita, plagionita, rayita, semseyita, boulangerita, falkmanita, plumosita, robinsonita, moëloïta, dadsonita, owyheeïta, zoubekita i parasterryita.

## Formació i jaciments
Va ser descoberta al dipòsit d'Àlxar, situat a la localitat de Rožden, Kavadarci, Macedònia del Nord. També ha estat descrita França, Itàlia, Suïssa, Rússia, elCanadà i els Estats Units.